# DCD2 Records
DCD2 Records, anteriormente conocido como Decaydance Records, es un sello discográfico independiente propiedad de Pete Wentz de Fall Out Boy y socios, con sede en la ciudad de Nueva York. Originalmente fue fundado como un subsello de Fueled by Ramen. La primera banda que Wentz firmó con el sello fue Panic! at the Disco. En 2014, la discográfica fue relanzada como DCD2 Records, manteniendo los actos que se firmaron en Decaydance antes del relanzamiento. New Politics y Lolo fueron los primeros artistas que firmaron bajo el nuevo nombre.

## Bandas
- Cobra Starship
- Fall Out Boy
- Gym Class Heroes
- Panic! at the Disco
- Travie McCoy
- Max Schneider
- New Politics
- Lolo

## Alumni y artistas inactivos
- The Academy Is...
- The Cab
- Destroy Rebuild Until God Shows
- Doug
- Four Year Strong
- Lifetime
- Millionaires
- October Fall
- Hey Monday
- The Hush Sound
- Tyga
- The Ready Set